# Pietro Paolo Baldini
Pour les articles homonymes, voir Baldini.
Pietro Paolo Baldini (v. 1614 - v. 1684) est un peintre italien de la période baroque qui fut actif à Rome dans les années 1640-1680.

## Biographie
Pietro Paolo Baldini apparaît comme un élève et des meilleurs suivistes de Piero da Cortona et il est surnommé pour ces raisons  il Cortona, et son nom est quelquefois orthographié « Pietro Paolo Ubaldini. »

## Sources
- (en) Cet article est partiellement ou en totalité issu de l’article de Wikipédia en anglais intitulé « Pietro Paolo Baldini » (voir la liste des auteurs).